# Tomb Raider (trò chơi điện tử 2013)
Tomb Raider là một trò chơi phiêu lưu hành động được công ty Square Enix phát hành và là phần thứ tư trong thương hiệu trò chơi được phát triển bởi Crystal Dynamics. Đây là phần mở đầu trong series tái khởi động của thương hiệu Tomb Raider, trong đó giới thiệu về sự xuất hiện của Lara Croft, nhân vật nữ chính của trò chơi. Tomb Raider được phát hành vào ngày 05 Tháng 3 năm 2013 cho Microsoft Windows, PlayStation 3 và Xbox 360, và vào ngày 23 tháng 1 năm 2014 cho Mac OS X.
Crystal Dynamics đã bắt đầu phát triển Tomb Raider 2013 ngay sau khi phiên bản Tomb Raider: Underworld năm 2008 được phát hành. Tomb Raider 2013 lấy bối cảnh trên vương quốc Yamatai (Tà Mã Đài), một vương quốc cổ nằm trên vùng biển Tam giác Rồng phía đông Nhật Bản, trong đó Lara, một nữ khảo cổ trẻ chưa có kinh nghiệm bắt buộc phải chiến đấu để sinh tồn chống lại một giáo phái ác độc, cứu giúp bạn bè và tìm cách thoát ra khỏi hòn đảo. Nó là phần đầu tiên trong series có chế độ chơi mạng và cũng là phần đầu tiên được phát hành bởi Square Enix, sau khi công ty này mua lại thương hiệu từ Eidos Interactive vào năm 2009. Camilla Luddington đóng vai trò lồng tiếng cũng như tạo chuyển động cho Lara Croft, thay thế Keeley Hawes.
Trò chơi đã nhận được phản hồi rất tốt từ các nhà phê bình bao gồm đồ họa, gameplay, diễn xuất của Luddington trong vai Lara, mặc dù việc bổ sung chế độ chơi mạng bị chỉ trích. Tomb Raider 2013 bán được một triệu bản trong vòng 48 giờ phát hành, và cán mốc 8,5 triệu bản tính đến tháng 4 năm 2015, biến nó trở thành trò chơi ăn khách nhất trong toàn bộ series. Phiên bản cập nhật, Tomb Raider: Definitive đã được phát hành tại Bắc Mỹ vào ngày 28 tháng 1 năm 2014 và tại châu Âu vào ngày 31 tháng 1 năm 2014 dành cho hệ máy PlayStation 4 và Xbox One, bao gồm bản gốc và các DLC. Hậu bản của trò chơi bao gồm Rise of the Tomb Raider được phát hành năm 2015 và Shadow of the Tomb Raider phát hành năm 2018.

## Lối chơi
Người chơi được điều khiển nhân vật Lara Croft dưới góc nhìn người thứ ba (TPS) truyền thống. Gameplay của trò chơi là sự kết hợp của nhiều thể loại như giải đố, bắn súng, kinh dị, RPG...Hòn đảo Yamatai được phân chia làm nhiều khu vực, người chơi có thể qua lại giữa các khu vực này bằng cách di chuyển hoặc dùng hệ thống Camp Site. Các khu vực có thể được ngăn cách bằng các lối đi một chiều (Ví dụ như khi người chơi nhảy xuống một khu vực thấp hơn, họ sẽ không thể trở lại khu vực trước). Các Quick Time Events (Tạm dịch: Sự kiện thời gian nhanh) nằm rải rác đều đặn trong suốt trò chơi, đòi hỏi người chơi bấm chính xác các nút hiện lên màn hình để có thể chơi tiếp. Phong cách di chuyển của Lara rất đa dạng, bao gồm chạy nhảy, đu dây, đu mép tường, leo lên các khu vực cao bằng cuốc chim...
Hệ thống chiến đấu của trò chơi có nhiều yếu tố của thể loại RPG, người chơi có thể lên cấp bằng hệ thống điểm kinh nghiệm có được bằng cách tiêu diệt kẻ địch, săn bắn, hái lượm...Khi lên một cấp người chơi sẽ có một skill point (điểm kỹ năng), có ba loại skill point có thể nâng cấp. Vũ khí trong trò chơi gồm nhiều loại như cung tên, súng ngắn, súng trường, súng săn, cuốc chim và có thể cải tiến bằng cách thu thập các salvage (sắt vụn) nằm rải rác trong các màn chơi hoặc lục soát kẻ địch. Vũ khí đóng vai trò quan trọng trong việc giải đố như căng dây hay kéo các vật nặng bằng cung tên, dùng súng săn để bắn phá các chướng ngại vật... Người chơi cũng có thể sử dụng Survival Instinct (Bản năng sinh tồn), một khả năng mà trong đó kẻ thù, đồ vật có thể thu thập và các đối tượng chủ chốt trong câu đố về môi trường sẽ được đánh dấu cho người chơi. Ngoài cốt truyện chính, người chơi có thể hoàn thành nhiều nhiệm vụ phụ, khám phá hòn đảo, thăm lại địa điểm, giải đố các ngôi mộ ẩn, thu thập các mảnh nhật ký và cổ vật.

### Chơi mạng
Cùng với chế độ chơi đơn là một chế độ multiplayer trực tuyến, cho phép người chơi thi đấu cùng nhau trong một số bản đồ. Các trận đấu multiplayer được chia làm hai đội  gồm 4 survivors và 4 scavengers, và có ba chế độ chơi trong năm bản đồ khác nhau bao gồm Team Deathmatch, Private Rescue và Cry for Help. Chế độ đầu tiên là đối kháng đội, đội nào tiêu diệt được nhiều kẻ địch hơn sẽ là đội giành chiến thắng. Chế độ thứ hai, đội "survivors" phải đưa vật tư y tế đến một điểm cụ thể trên bản đồ, trong khi đội "scavengers" sẽ tìm mọi cách ngăn cản trong thời hạn mười phút. Ở chế độ thứ ba, Cry for Help, đội "survivors" phải lùng sục các khu vực nhằm tìm kiếm pin cho đèn hiệu vô tuyến và đội "scavengers" sẽ săn đuổi. Trong cả ba chế độ, vũ khí và môi trường bị phá hủy từ chế độ chơi đơn được giữ nguyên.

## Tổng quan

### Nhân vật
Người chơi sẽ vào vai Lara Croft, một nhà khảo cổ học trẻ tuổi có tham vọng tìm ra vương quốc cổ Yamatai ngoài khơi Nhật Bản. Chuyến thám hiểm được một gia đình hậu thế của Yamatai là Nishimura tài trợ và được dẫn đầu bởi tiến sĩ James Whitman, một nhà khảo cổ học nổi tiếng đang rơi vào thời kỳ khó khăn; cùng với Conrad Roth, bạn thân của gia đình Croft và là cố vấn cho Lara; Samantha "Sam" Nishimura, đại diện của gia đình Nishimura, cô mong muốn có được một bộ phim tài liệu về vương quốc này; Joslyn Reyes, một thợ cơ khí đa nghi và có tính khí thất thường; Jonah Maiava, một ngư dân điềm tĩnh và có niềm tin vào sự tồn tại của những điều huyền bí; Angus "Grim" Grimaldi, một ông già cộc cằn, là người lái tàu Endurance; và Alex Weiss, một chuyên gia công nghệ trẻ khá ngốc nghếch.

### Cốt truyện
Trò chơi bắt đầu bằng việc Lara Croft thực hiện chuyến thám hiểm đầu tiên của mình trên chiếc tàu Endurance, với ý định tìm kiếm vương quốc bí ẩn Yamatai. Nghe theo gợi ý của Lara và phản đối lời khuyên của Whitman, đoàn thám hiểm tiến vào vùng biển Tam giác Rồng ngoài khơi Nhật Bản. Con tàu đụng độ một cơn bão dữ dội và bị đắm, để lại những người sống sót bị mắc kẹt trên một hòn đảo bị cô lập. Lara bị tách ra và bị một kẻ lạ mặt bắt giữ, nhưng may mắn trốn thoát. Cô tìm thấy bạn của mình, Sam, đi với một người đàn ông lạ mặt tên Mathias, ông ta nói mình là một người thầy của những kẻ bị đắm tàu trên đảo. Trong khi Sam nói chuyện với Mathias về những huyền thoại về Himiko (Nữ hoàng của vương quốc Yamatai), Lara bỗng ngủ thiếp đi; đến khi cô tỉnh dậy thì Mathias và Sam đã biến mất. Khi Lara gặp lại những người sống sót khác, mọi người trong nhóm quyết định chia người, Whitman đi với Lara tìm kiếm Roth - thành viên vẫn còn mất tích, trong khi những người còn lại (Reyes, Jonah, Alex và Grim) tìm Sam và Mathias. Lara và Whitman khám phá ra rằng cư dân trên đảo thờ Himiko, từ đó xác nhận rằng hòn đảo này chính là Yamatai. Khi phát hiện một đền thờ Himiko, họ bị cư dân trên đảo bắt giữ. Lara cố gắng trốn thoát và gặp Roth, cứu ông ta khỏi bị sói tấn công.
Lara tìm cách kích hoạt một tháp tín hiệu và kêu gọi giúp đỡ, nhưng chiếc máy bay đến cứu bị một cơn bão phá hủy, và Lara nghe thấy trong cơn bão có một giọng nói bí ẩn bằng tiếng Nhật: "Không ai được phép rời khỏi đây". Bất chấp lời can ngăn của Roth, cô tìm cách cứu các phi công gặp nạn nhưng thất bại. Alex và Reyes liên lạc, nói rằng Sam đã bị người dân trên đảo bắt cóc, một giáo phái bạo lực được gọi là Solarii Brotherhood. Lara cố gắng cứu Sam, nhưng bị Mathias, hiện nguyên hình là lãnh đạo của Solarii, bắt được và ra lệnh giết; cô được cứu nhờ cuộc tấn công của một đạo quân samurai gọi là Oni. Thoát khỏi một tu viện cổ nơi cô bị Oni bắt đem đến, Lara được Sam lén gọi điện tới nói rằng Mathias sẽ đưa cô đến "Lễ thăng thiên", một "nghi lễ lửa" để tìm Nữ hoàng Mặt trời tiếp theo, và cô sẽ bị chết thiêu nếu như nghi lễ không thành công. Lara đột nhập vào pháo đài Solarii và gặp Grim. Bọn Solarii bắt Grim làm con tin, nhưng ông ta đã hi sinh để Lara có thể trốn thoát. Với sự trợ giúp của Roth, Lara xâm nhập pháo đài và thấy nghi lễ đã bắt đầu, Sam đang bị trói chặt vào một giàn hỏa thiêu. Một cơn gió lớn thổi tắt đống lửa trên giàn, cho thấy Sam đã được chọn để trở thành Nữ hoàng Mặt trời tiếp theo. Lara bị bắt nhưng lại trốn thoát một lần nữa. Lara trở lại cung điện và tìm thấy nhóm bạn đồng hành bị bọn Solarii bắt; cô cứu được họ nhưng bị tách ra. Lara bỗng nhiên gặp lại Whitman, ông ta đề nghị giúp đỡ; 2 người chia ra nhưng rồi Whitman lại bị Mathias khống chế. Sam được Lara cứu và nhập bọn với những người khác, cùng lúc đó Roth gọi được một chiếc trực thăng cứu hộ đến giúp đỡ. Lara cùng Roth lên trực thăng, nhưng cô biết không thể thoát ra khỏi đảo nên đã cố thuyết phục phi công hạ cánh nhưng anh ta không nghe, khiến chiếc trực thăng lại bị bão phá hủy và rơi xuống đất. Vừa thoát ra khỏi trực thăng, Roth và Lara bị quân của Mathias bao vây, Roth bèn hi sinh để cứu Lara thoát nạn. Các bạn của Lara chạy tới, buộc Mathias phải rút lui. Trong khi hỏa thiêu Roth, Lara đi đến kết luận rằng các cơn bão này rất không tự nhiên, bằng cách nào đó có liên quan đến Nữ hoàng Mặt trời, và rằng chúng được tạo ra để ngăn chặn bất cứ ai rời khỏi hòn đảo. Các bạn của Lara tìm thấy một chiếc thuyền; họ quyết định sửa chữa nó. Whitman bỗng từ đâu chạy tới, ông ta khẳng định mình đã trốn thoát khỏi tay bọn Solarii, mặc dù Lara bắt đầu nghi ngờ. Lara và Alex được phân công tìm phụ tùng cho chiếc thuyền trong xác tàu Endurance. Họ bị bọn Solarii tấn công và Alex gây nên một vụ nổ, hi sinh thân mình để Lara có thể trốn thoát với mớ công cụ.
Tìm thấy một bản kê từ thời Thế chiến II của quân đội Nhật Bản và các nhà khoa học Đức Quốc xã đến hòn đảo này nhằm tìm cách biến các cơn bão trên đảo thành một thứ vũ khí, Lara quyết định khám phá một ngôi mộ ven biển, nơi cô tìm thấy hài cốt của một vị tướng samurai mổ bụng tự sát. Tại đây cô nhận ra rằng "Lễ thăng thiên" không phải là một buổi lễ trao vương miện cho nữ hoàng mới, mà thực ra là một nghi lễ chuyển linh hồn bản gốc Nữ hoàng Mặt trời sang một cơ thể khác; Nữ hoàng Mặt trời bất tử bằng cách chuyển linh hồn bà ta vào thân xác của một nữ tu sĩ trẻ. Các tu sĩ cuối cùng đã tự sát đã làm gián đoạn các nghi lễ, để lại linh hồn của Nữ hoàng bị mắc kẹt trong cơ thể mục nát của mình, và linh hồn của Himiko đã muốn thoát khỏi cái xác đó từ rất lâu rồi. Là một hậu duệ của Yamatai, Sam là một người thích hợp, và Mathias lên kế hoạch biến Sam thành một vật hiến tế mới để đổi lấy tự do của mình. Lara trở lại với nhóm bạn trên bãi biển và được tin rằng Whitman đã phản bội họ, bắt cóc Sam và đưa cô đến chỗ Mathias. Lara, Jonah và Reyes đuổi theo, đi lên một con sông đến tu viện, Lara đến vừa đúng lúc thấy Mathias lừa Whitman vào tiếp cận với Oni và bị Oni chém chết. Sau khi chiến đấu băng qua cả bọn Solarii và Oni, Lara đến được đỉnh của tu viện, nơi Mathias đang thực hiện nghi lễ Thăng Thiên. Lara giết Mathias bằng cặp súng lục biểu tượng của dòng game. Mặc dù Mathias chết, các nghi lễ vẫn được tiếp tục, linh hồn của Himiko bắt đầu chuyển vào Sam, nhưng Lara ngay lập tức đâm vào tim giết chết linh hồn của Himiko, các cơn bão cũng dần tan theo. Lara, Sam, Reyes và Jonah sau đó lên thuyền rời khỏi hòn đảo.